# 太平洋核実験場
太平洋核実験場(Pacific Proving Grounds,PPG)はアメリカ合衆国が使用していた核実験場。マーシャル諸島にあり、1946年から1962年にかけて大気圏内核実験が行われた。

## 概要
世界初の核実験であるトリニティ実験は1945年にアメリカ合衆国本土のニューメキシコ州で行なわれた。第二次世界大戦後は、アメリカ合衆国によって占領・統治（1947年以降は国際連合からの信託統治）することとなったマーシャル諸島において核実験が行われるようになった。1946年に当地での初の核実験が行われている。なお、実験場としての宣言がなされたのは1947年7月のことである。
1946年から1962年までの間にメガトン級の水素爆弾含む大気圏内試験を繰り返したことから、第五福竜丸事件などのような放射性降下物の問題も引き起こしている。部分的核実験禁止条約の締結とともに、ネバダ核実験場で地下核実験が行なわれるようになり、太平洋核実験場での実験は1962年以降行われていない。
| 年        | 計画名             | 爆発回数 | 総出力   | 場所                                         |
| --------- | ------------------ | -------- | -------- | -------------------------------------------- |
| 1946年    | クロスロード作戦   | 2        | 46 kt    | ビキニ環礁                                   |
| 1948年    | サンドストーン作戦 | 3        | 104 kt   | エニウェトク環礁                             |
| 1951年    | グリーンハウス作戦 | 4        | 398.5 kt | エニウェトク環礁                             |
| 1952年    | アイビー作戦       | 2        | 10.9 Mt  | エニウェトク環礁                             |
| 1954年    | キャッスル作戦     | 6        | 48.2 Mt  | ビキニ環礁                                   |
| 1956年    | レッドウィング作戦 | 17       | 20.82 Mt | ビキニ環礁、エニウェトク環礁                 |
| 1958年    | ハードタックI作戦  | 35       | 35.6 Mt  | ビキニ環礁、エニウェトク環礁                 |
| 1962-63年 | ドミニク作戦       | 36       | 38.1 Mt  | キリスィマスィ島, ジョンストン島、中部太平洋 |